# Под
Под (степное блюдце) — пологое замкнутое бессточное понижение рельефа, преимущественно округлой или овальной формы с плоским дном, образовавшееся в результате проседания пород, вызванного действием внешних процессов. В поперечнике поды могут достигать нескольких километров, в глубину — нескольких метров.
Поды распространены в степной и лесостепной зонах Восточно-Европейской равнины.
Воды, лишённые оттока, могут только испаряться, в результате чего повышается минерализация вод в поде. В районах с сухим климатом бессточные поды часто дают начало образованию солёных озёр.

## На Украине
Под — плоскодонное замкнутое понижение рельефа размером от несколько десятков метров до 10 км в поперечнике, площадью до сотен и тысяч квадратных метров. На Украине поды образовались на лёссовом покрове в отдельных районах Причерноморской и Приднепровской низменностей. Сравнительно с вмещаемой толщей на глубине 3-5 м, реже — 10-20 м прослеживается более глинистый гранулометрический состав, увеличены плотность и увлажнённость, меньше засоленность, ухудшены строительные особенности пород. Среди окружающей местности поды выделяются влаголюбивой растительностью. Бурением также установлены захороненные (не выявленные в рельефе) поды, в том числе многоярусные. 
Единой мысли про образование и динамику развития подов нет. Согласно различным гипотезам, они могли образоваться вследствие выщелачивания солей, суффозии просадочных деформаций, отделение и отмирания лиманов Сиваша и древних позднеплейстоценовых бассейнов, эволюции гидрографической сетки, древних карстовых процессов и как результат совместного действия нескольких факторов. Существует гипотеза про термокарстовую (криогенную) природу подов. 
Многочисленные поды, в том числе крупнейшие на Украине, связаны с почти горизонтальной бессточной равниной на междуречье Днепра и Молочной. Наряду с распространёнными здесь степными блюдцами они являются бассейнами стока талых и дождевых вод. Форма подов овальная, серповидная, округлая. Уклон склонов — от 2-3 до 5-10°. Некоторые из них террасированные (например, Большой Агайманский под, Сивашский под). В большие поды впадают неглубокие, с пологими склонами балки (Читинчи — в Большой Агайманский под, Каштанак — в Зелёный под, Журавлина — в под Чёрная Долина). В слоистой субаэральной толще  подов генетически связаны с тяжёлыми лёссовидными суглинками и глинами нижнего и среднего плейстоцена; в верхней, типично лёссовой части они развивались как унаследованные формы. 
Хозяйственное, строительной и мелиоративное освоение территорий, на которых распространены поды, требует их комплексного исследования.         